# Monroe (Nebraska)
Monroe és una població dels Estats Units a l'estat de Nebraska. Segons el cens del 2000 tenia 307 habitants.

## Demografia
Segons el cens del 2000, Monroe tenia 307 habitants, 119 habitatges, i 89 famílies. La densitat de població era de 658,5 habitants per km².
Dels 119 habitatges en un 37,8% hi vivien nens de menys de 18 anys, en un 64,7% hi vivien parelles casades, en un 9,2% dones solteres, i en un 25,2% no eren unitats familiars. En el 21,8% dels habitatges hi vivien persones soles l'11,8% de les quals corresponia a persones de 65 anys o més que vivien soles. El nombre mitjà de persones vivint en cada habitatge era de 2,58 i el nombre mitjà de persones que vivien en cada família era de 3,01.
Per edats la població es repartia de la següent manera: un 27,4% tenia menys de 18 anys, un 7,2% entre 18 i 24, un 30,6% entre 25 i 44, un 20,8% de 45 a 60 i un 14% 65 anys o més.
L'edat mediana era de 36 anys. Per cada 100 dones de 18 o més anys hi havia 92,2 homes.
La renda mediana per habitatge era de 37.292 $ i la renda mediana per família de 43.977 $. Els homes tenien una renda mediana de 27.917 $ mentre que les dones 21.607 $. La renda per capita de la població era de 16.311 $. Aproximadament el 4,7% de les famílies i el 6,1% de la població estaven per davall del llindar de pobresa.

## Poblacions més properes
El següent diagrama mostra les poblacions més properes.